# Marketinglehre
Die Marketinglehre versteht sich als Teilgebiet der Betriebswirtschaftslehre und als angewandte Wissenschaft des Marketings. Sie untersucht die Auswirkungen wirtschaftlicher Tätigkeiten auf Märkte und ist im 20. Jahrhundert aus der älteren Absatz- oder Vertriebslehre hervorgegangen.
Herstellermarketing und Handelsmarketing sind die beiden Arbeitsfelder der Marketinglehre. Auf die Güter bezogen, unterscheidet sich die Marketinglehre für Sachgüter (Industriegütermarketing sowie Konsumgütermarketing) von derjenigen für Dienstleistungen. 
Die Spezialisierungen der Marketinglehre sind vielfältig. De facto umfasst sie alles, was zur Marketing-Ausbildung und -Forschung gehört. Unternehmen sind vor allem an praktisch-normativen Aussagen der Marketinglehre interessiert, um die Konsequenzen von Entscheidungen abschätzen zu können.